# Parc national Southwest
Le parc national Southwest (en anglais, Southwest National Park) est un parc national australien, en Tasmanie. Il couvre 6 052 km2 (605 213 hectares) et fait partie de la zone de nature sauvage de Tasmanie (Tasmanian Wilderness), classée au patrimoine mondial. Le parc est le plus vaste de Tasmanie et est situé dans le sud-ouest de l'île.
Sa limite Est est à 93 kilomètres à l'ouest de Hobart et le parc s'étend jusqu'aux côtes ouest et sud. Ce parc comprend la majeure partie de l'ouest sauvage de la Tasmanie méridionale.
Le parc est réputé pour sa nature intacte et son éloignement. La météo dans le parc est très variable et peut être très mauvaise. La région est largement épargnée par les humains. Bien que l'on ait la preuve que les Aborigènes de Tasmanie aient visité la région il y a au moins 25 000 ans et que les colons européens aient fait des incursions occasionnelles dans la région du parc depuis le XIXe siècle, il y a eu très peu d'habitations permanentes et seulement un impact minimal sur l'environnement naturel. Dans le parc, il n'existe qu'une seule route, pour accéder au village de Strathgordon qui a servi à loger les employés lors de la construction de la centrale hydroélectrique. Les parties sud et ouest du parc sont très éloignées de tout accès par véhicule. Le seul accès est à pied, en bateau ou en petit avion.
La petite localité de Melaleuca à l'extrême sud-ouest du parc offre une piste d'atterrissage et de certains équipements de base, principalement à voir avec le Service des parcs nationaux.

## Galerie

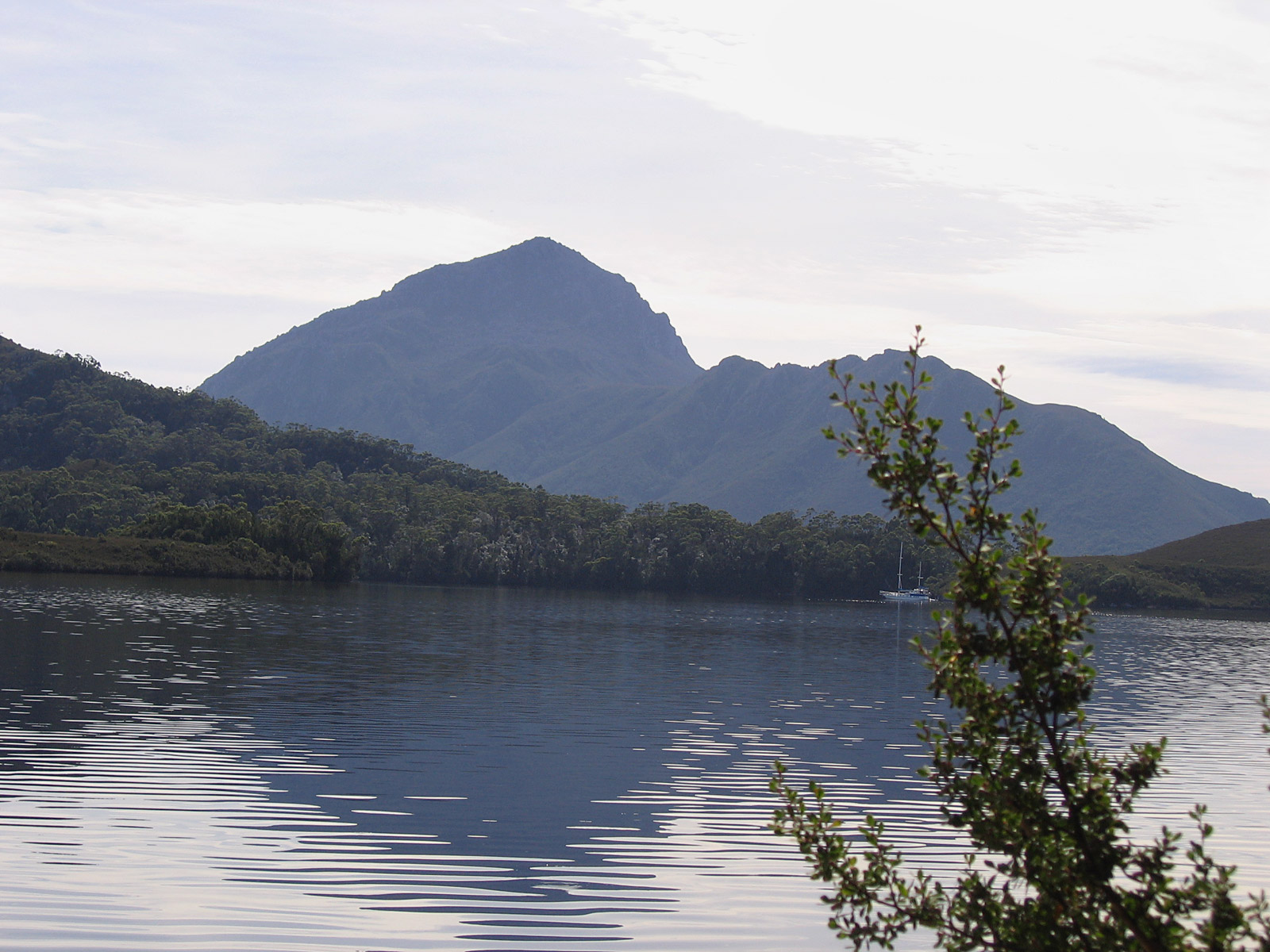
Mt Rugby donnant sur les rives du Bathurst Harbour
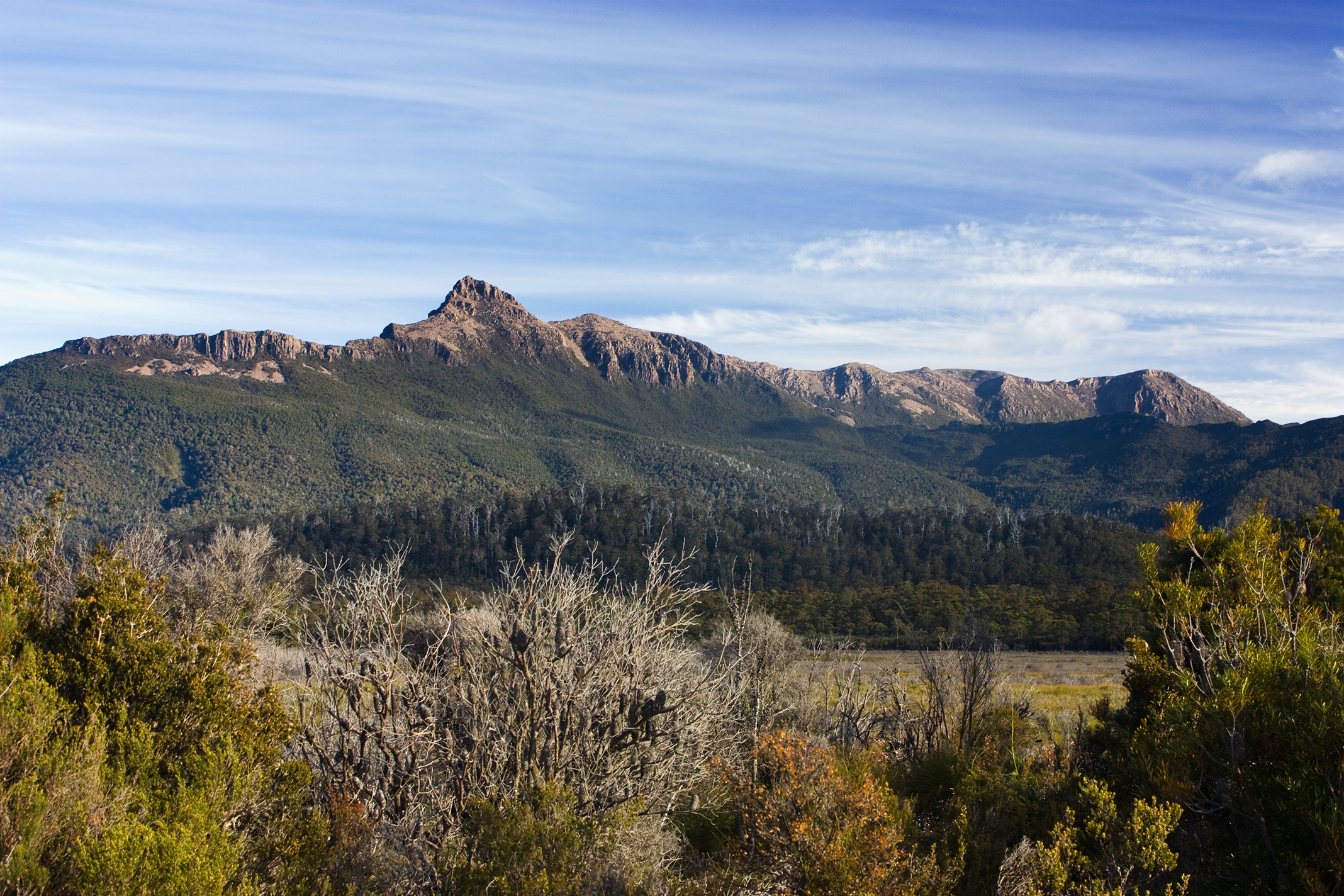
vue sur le mont Anne (1423 mètres)
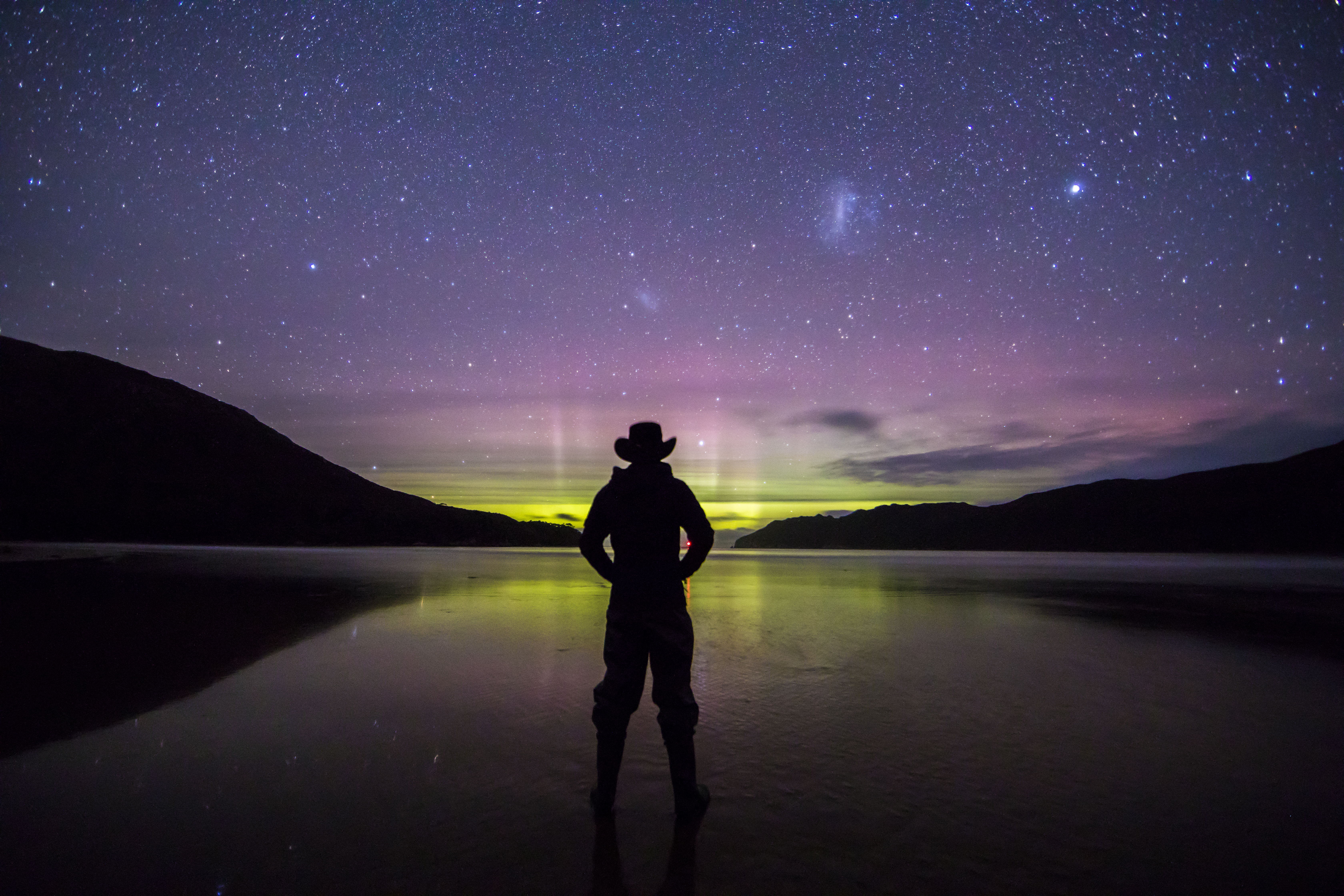
Aurore polaire australe vue dans ce parc vers New Harbour Beach. Avril 2017.
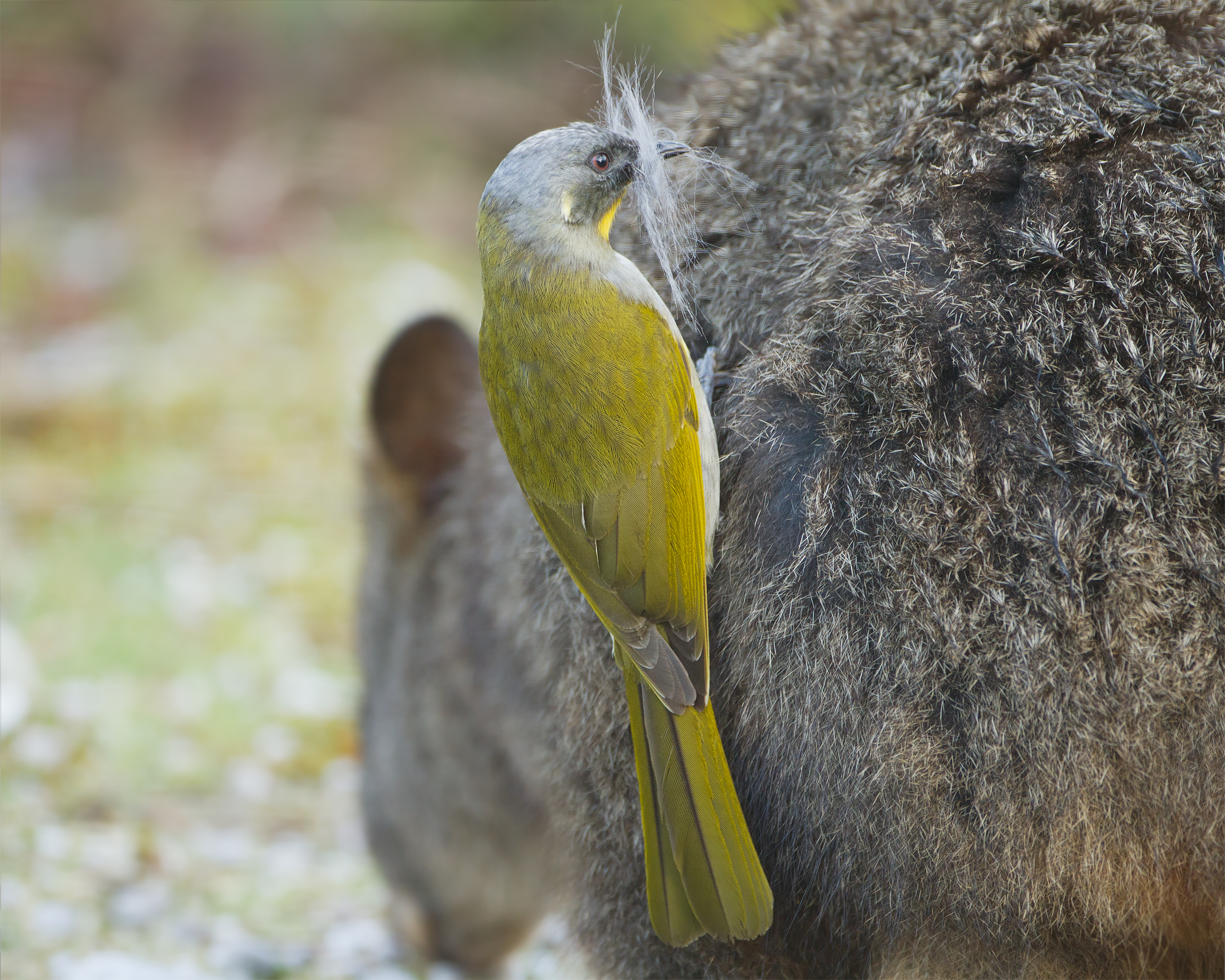
Un méliphage à gorge jaune picore les poils d'un thylogale billardierii pour se constituer un nid dans le parc national Southwest. Novembre 2011.

## Panorama

Lake Pedder from Mount Eliza, Southwest National Park, Australia

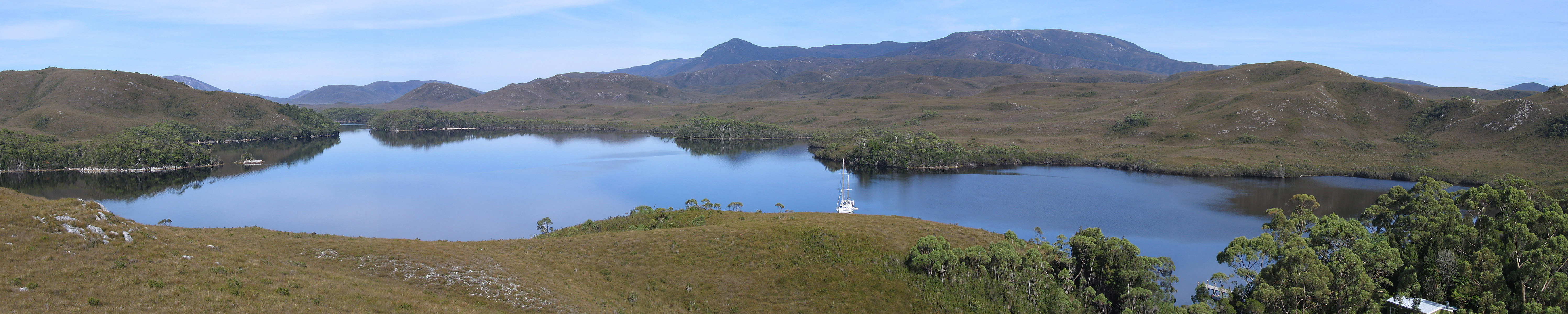
The spectacular and isolated Bathurst Harbour, South West Wilderness, Tasmania, Australia

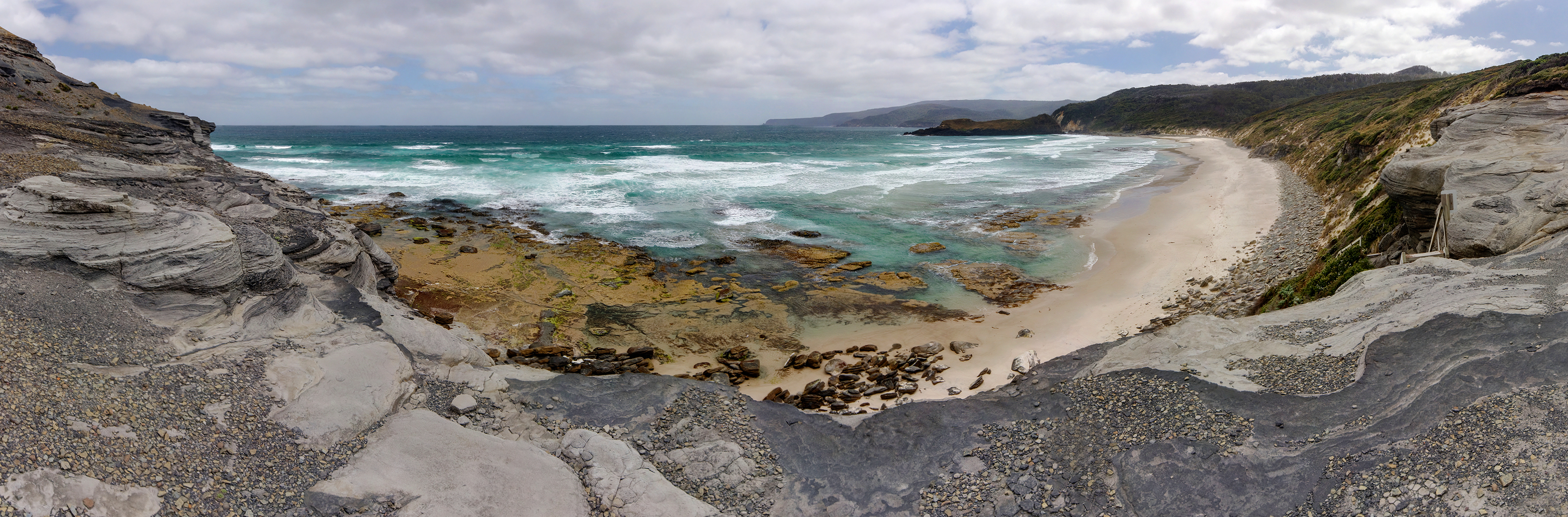
South Cape Bay, Southwest National Park, Tasmania

## Source
- (en) Cet article est partiellement ou en totalité issu de l’article de Wikipédia en anglais intitulé « Southwest National Park » (voir la liste des auteurs).